# وایت پلینز (جورجیا)
وایت پلینز، جورجیا (به انگلیسی: White Plains, Georgia) یک شهر در ایالات متحده آمریکا با جمعیت ۲۸۳ نفر است که در جورجیا واقع شده‌است.

## موقعیت جغرافیایی
موقعیت جغرافیایی شهرها و مناطق اطراف به شرح زیر است: